# Torneo di Parigi 1900
Il Torneo di Parigi 1900 è stato un importante torneo di scacchi, organizzato in concomitanza dell'Esposizione Universale di Parigi.

## Il torneo
Le partite si disputarono al Grand Cercle di Parigi dal 17 maggio al 20 giugno 1900. Ogni partita fu disputata con la formula delle 30 mosse per due ore, seguite da 15 mosse per ogni ora. Ogni patta veniva ripetuta e in caso di ulteriore patta veniva assegnato messo punto ad entrambi i giocatori.
Al termine del torneo il vincitore Lasker vinse 5.000 franchi, Pillsbury 2.500, Maróczy e Marshall 1.750 ciascuno, Burn 1500, Chigorin 1000, Marco e Mieses 300 ciascuno. I primi quattro classificati ricevettero in premio anche delle pregiate porcellane di Sèvres. Mieses vinse il Premio bellezza per la sua vittoria contro Janowski.
Samuel Rosenthal scrisse un libro sul torneo. Dopo questa edizione non furono più disputati tornei scacchistici in corrispondenza delle grandi esposizioni mondiali.

## Classifica
Legenda:
1 (Vittoria nella prima partita)
0 (Sconfitta alla prima partita)
W (Patta e vittoria = 0,75),
½ (Patta, ripetuta due volte = ½), 
L (Patta e sconfitta = 0), 
+ (vittoria a forfeit = 1), 
– (sconfitta a forfeit = 0).
| #  | Giocatore               | Paese            | 1 | 2 | 3 | 4 | 5 | 6 | 7 | 8 | 9 | 10 | 11 | 12 | 13 | 14 | 15 | 16 | 17 | Total |
| -- | ----------------------- | ---------------- | - | - | - | - | - | - | - | - | - | -- | -- | -- | -- | -- | -- | -- | -- | ----- |
| 1  | Emanuel Lasker          | Germania         | * | 1 | 0 | 1 | 1 | ½ | 1 | W | 1 | 1  | 1  | 1  | 1  | 1  | 1  | 1  | 1  | 14½   |
| 2  | Harry Nelson Pillsbury  | Stati Uniti      | 0 | * | 0 | 1 | 0 | 1 | 1 | 1 | W | ½  | 1  | 1  | 1  | 1  | 1  | 1  | 1  | 12½   |
| 3  | Frank James Marshall    | Stati Uniti      | 1 | 1 | * | 0 | 1 | ½ | ½ | 1 | 1 | 0  | 0  | 1  | W  | 1  | 1  | 1  | 1  | 12    |
| 4  | Géza Maróczy            | Austria-Ungheria | 0 | 0 | 1 | * | 0 | ½ | ½ | 1 | 1 | 1  | 1  | 1  | W  | W  | 1  | 1  | 1  | 12    |
| 5  | Amos Burn               | Inghilterra      | 0 | 1 | 0 | 1 | * | L | 1 | L | 1 | 0  | 1  | W  | +  | 1  | 1  | 1  | 1  | 11    |
| 6  | Mikhail Chigorin        | Impero russo     | ½ | 0 | ½ | ½ | W | * | 0 | 1 | 0 | 0  | 1  | 1  | 1  | 1  | 1  | 1  | 1  | 10½   |
| 7  | Carl Schlechter         | Austria-Ungheria | 0 | 0 | ½ | ½ | 0 | 1 | * | 0 | L | W  | 1  | 1  | W  | 1  | 1  | 1  | 1  | 10    |
| 8  | Georg Marco             | Austria-Ungheria | L | 0 | 0 | 0 | W | 0 | 1 | * | 1 | 1  | 0  | 1  | 1  | 1  | 1  | 1  | 1  | 10    |
| 9  | Jacques Mieses          | Germania         | 0 | L | 0 | 0 | 0 | 1 | W | 0 | * | 1  | 1  | W  | 1  | 1  | W  | W  | 1  | 10    |
| 10 | Jackson Showalter       | Stati Uniti      | 0 | ½ | 1 | 0 | 1 | 1 | L | 0 | 0 | *  | 0  | ½  | 1  | 1  | 1  | 1  | 1  | 9     |
| 11 | David Janowski          | Francia          | 0 | 0 | 1 | 0 | 0 | 0 | 0 | 1 | 0 | 1  | *  | W  | 1  | 1  | 1  | 1  | 1  | 9     |
| 12 | James Mason             | Stati Uniti      | 0 | 0 | 0 | 0 | L | 0 | 0 | 0 | L | ½  | L  | *  | 1  | L  | W  | 1  | W  | 4½    |
| 13 | Miklós Bródy            | Austria-Ungheria | 0 | 0 | L | L | – | 0 | L | 0 | 0 | 0  | 0  | 0  | *  | W  | 1  | 1  | 1  | 4     |
| 14 | Leon Rosen              | Stati Uniti      | 0 | 0 | 0 | L | 0 | 0 | 0 | 0 | 0 | 0  | 0  | W  | L  | *  | 0  | W  | W  | 3     |
| 15 | James Mason             | Stati Uniti      | 0 | 0 | 0 | 0 | 0 | 0 | 0 | 0 | L | 0  | 0  | L  | 0  | 1  | *  | 0  | 1  | 2     |
| 16 | Manuel Márquez Sterling | Cuba             | 0 | 0 | 0 | 0 | 0 | 0 | 0 | 0 | L | 0  | 0  | 0  | 0  | L  | 1  | *  | 0  | 1     |
| 17 | M. Didier               | Francia          | 0 | 0 | 0 | 0 | 0 | 0 | 0 | 0 | 0 | 0  | 0  | L  | 0  | L  | 0  | 1  | *  | 1     |